# Saint-Samuel
Pour les articles homonymes, voir Saint Samuel et Samuel (homonymie).
Saint-Samuel est une municipalité canadienne du Québec située dans la municipalité régionale de comté d'Arthabaska et la région administrative du Centre-du-Québec.

## Toponymie
Elle est nommée en l'honneur du prophète biblique Samuel.

## Histoire
Le 16 juillet 2011, la municipalité change son statut de municipalité de paroisse pour celui de municipalité.

## Géographie
L'Autoroute 955 travers la municipalité du sud-est au nord-est.
La rivière Bulstrode la traverse du nord-est vers le sud-ouest, où elle en délimite le territoire, jusqu'à sa confluence avec la rivière Nicolet qui la délimite en coulant vers le nord-ouest.

## Démographie
| 1996 | 2001 | 2006 | 2011 | 2016 | 2021 |
| ---- | ---- | ---- | ---- | ---- | ---- |
| 726  | 693  | 673  | 743  | 744  | 765  |

## Administration
Les élections municipales se font en bloc pour le maire et les six conseillers.
| Saint-Samuel Maires depuis 2003                                                                                      |                   |                                                            |          |
| Élection | Maire             | Qualité                                                    | Résultat |
| 2003 | René Mongrain     | Maire depuis 2000                                          | Voir     |
| 2005 | René Mongrain     | Maire depuis 2000                                          | Voir     |
| 2007 | Pierrette Doucet  | Conseillère municipale (1995-2007)                         | Voir     |
| 2009 | René Mongrain (2) |                                                            | Voir     |
| 2013 | Denis Lampron     | Conseiller (2005-2013)                                     | Voir     |
| 2017 | Denis Lampron     | Conseiller (2005-2013)                                     | Voir     |
| fév. 2019 | Camille Desmarais | Candidat mairie de Drummondville en 2013 Décès en fonction | Voir     |
| juin 2021 | Grégoire Bergeron | Pro-maire                                                  | Voir     |
| 2021 | Martin Tourigny   | Conseiller 2017-2021                                       | Voir     |
| Élection partielle en italique Depuis 2005, les élections sont simultanées dans toutes les municipalités québécoises |                   |                                                            |          |